# Lorette (Manitoba)
Pour les articles homonymes, voir Lorette.

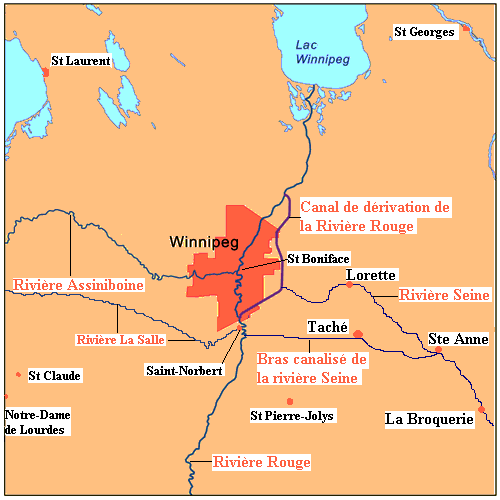
Carte des Communautés franco-manitobaines.

Lorette est une communauté rurale de la municipalité rurale de Taché, située dans la province canadienne du Manitoba au Canada.

## Histoire
La communauté de Lorette fut fondée par des colons français, trappeurs, coureurs des bois et missionnaires canadiens-français venus de France et de Belgique (dont Philippe Pierson).
En 1725, Armand de La Richardie, (1686-1758), missionnaire jésuite français ayant exercé en Nouvelle-France, fut envoyé dans la mission de Lorette pour seconder le père supérieur.
En 1743, Pierre-Philippe Potier, (1708-1781), missionnaire jésuite qui exerça chez les Hurons en Nouvelle-France, fut envoyé à son tour dans la mission de Lorette.

## Géographie
Le village de Lorette fut édifiée à côté de la rivière Seine.
La municipalité de Lorette est accessible par les routes provinciales PR 206, PR 207 et PR 405 qui lui permet d'être reliée à la Route transcanadienne.

## Éducation
La municipalité de Lorette possède trois écoles, deux francophones (École Lagimodière, et l'École/Collège régional Gabrielle-Roy dans le village de Île-des-Chênes), ainsi qu'une école anglophone (Dawson Trail School).
Lorette possède également une bibliothèque dans le "Collège Lorette Collegiate".

## Économie
La majeure partie des habitants de Lorette travaille dans les services de la municipalité de Taché, ainsi que dans les services de la Division scolaire de la Seine et ceux de la Division Scolaire Franco-Manitobaine.

## Religions
Lorette possède deux églises, l'église de "Notre-Dame de Lorette" et l'église "Prairie Grove Fellowship Church" ; les services religieux sont célébrés dans les deux langues officielles du Canada.

## Sports
Lorette possède un "Complexe Communautaire de Lorette Community Complex" (ou CCLCC) qui permet aux habitants de pratiquer un certain nombre de disciplines sportives.

## Personnalités
- Joanne Therrien (1962-), auteure, éditrice et conférencière franco-manitobaine, est née à Lorette.